# رابرت فریت
رابرت فریت (انگلیسی: Robert Frith؛ 1892 – ۱۹۳۹ (۴۶−۴۷ سال)) بازیکن فوتبال بود.
از باشگاه‌هایی که در آن بازی کرده‌است می‌توان به باشگاه فوتبال برافورد پارک آونیو، باشگاه فوتبال دربی کانتی، باشگاه فوتبال منزفیلد تاون، باشگاه فوتبال لوتون تاون، باشگاه فوتبال شفیلد یونایتد، باشگاه فوتبال روچدیل، و باشگاه فوتبال ساوت شیلدز اشاره کرد.
وی همچنین در تیم ملی فوتبال Western League XI بازی کرده‌است.